# Magilo
Magilo (latino: Magalus; fl. III secolo a.C.) fu un principe (o un re) dell'antica tribù gallica dei Boi stanziati in Emilia.

## Biografia
Fu colui che, accompagnato da una schiera di cavalieri, si diresse in Gallia Transalpina, verso il fiume Rodano, per scortare Annibale oltre le Alpi in quanto entrambi erano nemici di Roma.

Così scrisse Tito Livio nel volume 21 del Ab Urbe condita libri: 
(Livio, XXI, 29.6)